# Groote Schuur-Hospitaal

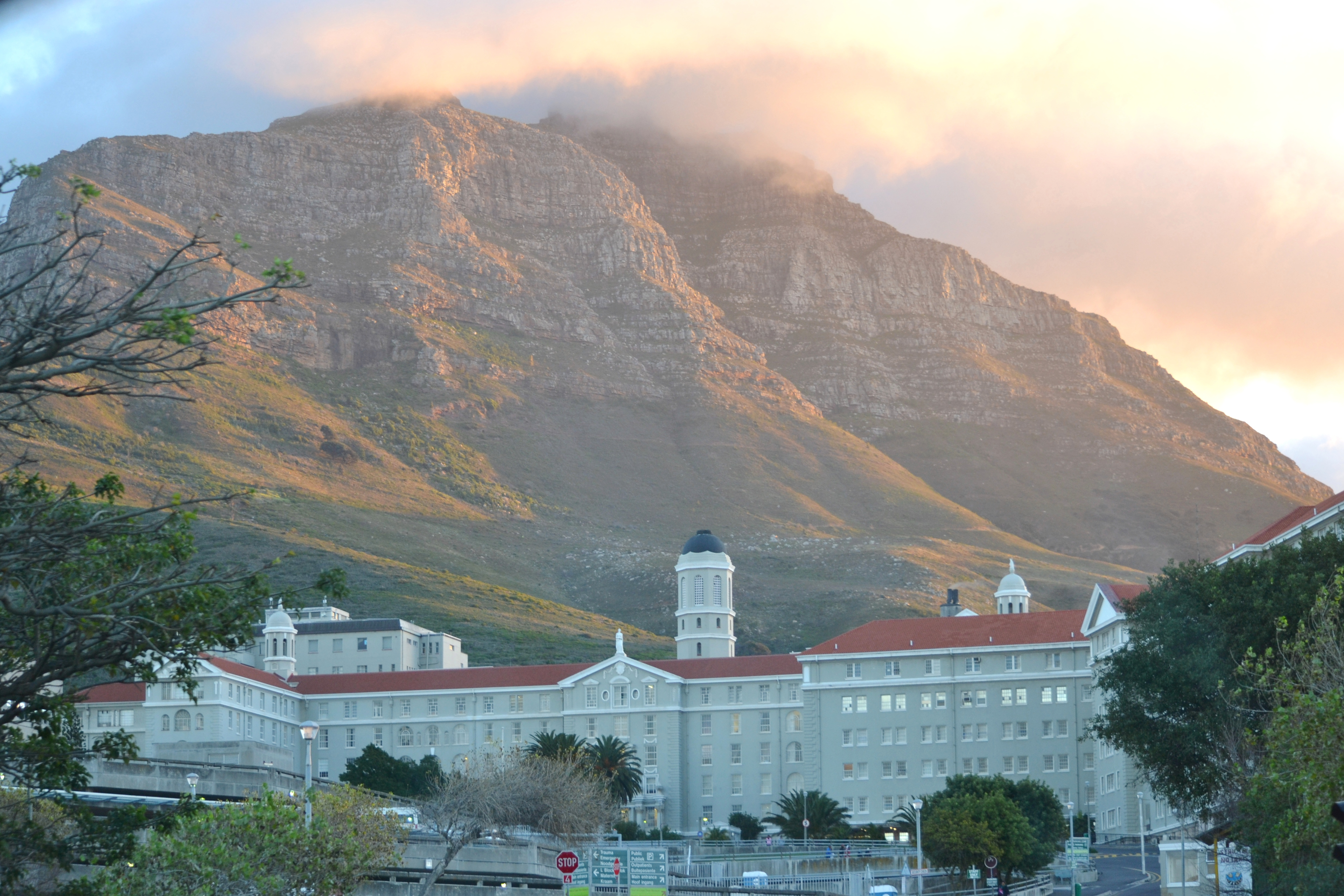
Groote Schuur-Hospitaal

Het Groote Schuur-hospitaal (afgekort: GSH, in de volksmond bekend als "Grooties") is een groot door de overheid gefinancierd academisch ziekenhuis in Kaapstad, Zuid-Afrika. Het ziekenhuis werd begin 1938 opgericht. In 1967 voerde de chirurg Christiaan Barnard er de eerste harttransplantatie op een mens uit. De 55-jarige Louis Washkansky kreeg het hart van de bij een auto-ongeluk om het leven gekomen Denise Darvall. Barnard en het ziekenhuis raakten door deze ingreep wereldbekend.
Groote Schuur is verbonden met de Medische faculteit van de Universiteit van Kaapstad. Het ziekenhuis beschikt over 867 bedden. In november 2007 werkten er meer dan 500 dokters, 1300 verpleegkundigen en 250 andere medische specialisten.